# Kościół Matki Odkupiciela w Radomiu
Kościół Matki Odkupiciela w Radomiu – rzymskokatolicki kościół parafialny należący do parafii pod tym samym wezwaniem (dekanat Radom-Południe diecezji radomskiej).
Jest to świątynia wzniesiona w latach 1996–2009 i zaprojektowana przez architekta Mirosławę Kotwicę i konstruktora Józefa Garczyńskiego oraz Cezarego Olszewskiego. Kamień węgielny pod ten kościół pobłogosławił święty Jan Paweł II w Radomiu w dniu 4 czerwca 1991 roku. Kamień wmurował w dniu 12 października 1997 roku biskup Stefan Siczek. W 2009 roku biskup Zygmunt Zimowski pobłogosławił nową świątynię. Od tej pory Msze święte są odprawiane w nowym kościele.